# Andrey Amador
Andrey Amador Bikkazakova (San Ramón, 29 de agosto de 1986) es un ciclista de ruta costarricense. Solía actuar de gregario y fue profesional entre 2009 y 2024.
Es el primer ciclista costarricense y de Centroamérica que gana una etapa en una de las Grandes Vueltas de ciclismo de ruta mundial (hecho ocurrido en la etapa 14 del Giro de Italia 2012). El 20 de mayo de 2016, se convirtió en el primer costarricense y centroamericano que se vistió de líder en una Gran Vuelta (Giro de Italia 2016), aunque fuera solo por una etapa.

## Biografía
Se inició en el ciclismo con el equipo del Comité Cantonal de San José para Juegos Nacionales en la categoría infantil. Su hermano Iván Amador también compitió con el anterior equipo.
En los años siguientes fue un ciclista destacado en la montaña. También practicaba el mountain bike, ganando carreras y etapas en Costa Rica como la última etapa de La Ruta de los Conquistadores 2006. En la ruta compitió en la Vuelta de la Juventud de Colombia y la Vuelta a Costa Rica. Su trayectoria centró la atención de Europa, siendo fichado en 2008 por el equipo amateur navarro Lizarte, bajo la tutela de Manuel Azcona. En su tiempo con este equipo ganó la primera etapa del Tour de L'Avenir y finalizó 5.º en la general, que acabó ganando el belga Jan Bakelants.
En 2009, da el salto al profesionalismo al ser fichado por el equipo Caisse D'Epargne de Eusebio Unzué, actual Movistar Team, en el que desarrolló casi toda su carrera profesional. 
Debutó en una gran vuelta en el Giro de Italia 2010, en el que acabó en la 41.ª plaza.
En su último entrenamiento de 2010, en diciembre, durante un entrenamiento en su país Costa Rica, fue atacado por unos desconocidos, aparentemente para robarle su bicicleta, y fue brutalmente golpeado. Fue encontrado unas horas después del ataque, inconsciente, en un terreno abandonado con fuertes contusiones. A pesar de esto, se recuperó exitosamente para regresar a los entrenamientos con su equipo.
Estuvo seleccionado por el Movistar para el Giro de Italia 2011 pero, sin embargo, semanas antes se fracturó la clavícula en un entrenamiento con su equipo, lo que le dejó sin posibilidades de participar al tener que operarse. Se recuperó de manera exitosa para ser incluido en el equipo que iría al Tour de Francia de ese año, siendo así el primer ciclista de su país y de Centroamérica en participar del Tour. En su debut, durante la primera etapa, se vio involucrado en una caída con varios ciclistas, apenas en los primeros 30 km de carrera, aun así, logró terminar la etapa, pero con el saldo de un esguince de grado dos. A pesar de esa lesión, siguió compitiendo en la vuelta gala. El médico del Movistar Team aseveró que “no hacía falta ser médico para ver que necesitaba casi un milagro para seguir en carrera” y además que “si logra acabar el Tour, será una de las cosas más extremas que habré visto en mis muchos años en el ciclismo". Luego del retiro de varios competidores en la carrera, se convirtió en el último en la clasificación general, pero en la etapa 17, del 20 de julio, estuvo en la fuga del día y concluyó la etapa en la 11.ª posición, saliendo del último lugar de la clasificación.
En 2012 ganó la etapa 14 del Giro de Italia de alta montaña, su triunfo de etapa más destacado en su palmarés y el más importante, hasta el momento, en la historia del ciclismo tico y centroamericano. Llegó en solitario a la línea de meta de Cervinia, tras superar en los instantes finales a sus compañeros de fuga Jan Bárta y Alessandro De Marchi. También ese mismo año, representó a Costa Rica en los Juegos Olímpicos de Londres 2012, quedando en la posición 35 con un tiempo de 5:46:37, a 1m y 20s del ganador.
En el Tour de Francia 2013 participó de varias fugas y acabó en el 54.º puesto de la general, mejorando su clasificación en la ronda francesa con relación a su última participación. En 2014 realizó un decepcionante Giro de Italia, y en la Vuelta a España ganó junto con sus compañeros la crono por equipos de la primera etapa en Jerez de la Frontera, acabando en el puesto 30 de la general. También en 2014, quedó sexto en el Tour de Polonia y décimo en el Tour de Haut-Var.
En el Giro de Italia 2015, Amador cumplió su más destacada actuación, siendo la mejor participación de un ciclista centroamericano en alguna de las tres grandes vueltas por etapas, alcanzado a figurar en el tercer lugar de la clasificación general al término de la etapa número 15. El 30 de mayo de 2015, luego de la vigésima etapa de dicho Giro, Amador logró el cuarto lugar de la competencia, en un hecho histórico para el ciclismo costarricense y centroamericano.
En el Giro de Italia 2016, Amador se convirtió en el primer costarricense y centroamericano en la historia en vestir la camiseta de líder en la etapa número 13 de la competencia.
Pese a haber renovado contrato en 2019 con el Movistar Team, Amador decide cambiar de aires, retomar nuevas metas y termina siendo fichado por el Team Ineos británico en 2020, quienes estaban desde hace tiempo buscando sus servicios, tanto así que pagaron la indemnización que debía pagar Amador por incumplir su contrato con Movistar. En Ineos su objetivo es ser gregario de lujo de su antiguo compañero de equipo, el ecuatoriano Richard Carapaz, quien en 2020 también se vinculó a la disciplina del equipo británico.
En 2022 vio anunciado su fichaje por el equipo de Education First para la temporada 2023, una vez más junto a Richard Carapaz.

## Palmarés
2007 (como amateur)
- 1 etapa de la Vuelta a Navarra[9]

2008 (como amateur)
- Subida a Gorla
- 1 etapa del Tour del Porvenir[10]

2012
- 1 etapa del Giro de Italia[11][12][13][14][15]

2018
- Klasika Primavera

2025
- Titan Desert MTB

## Resultados en Grandes Vueltas y Campeonatos del Mundo
Durante su carrera deportiva ha conseguido los siguientes puestos en las Grandes Vueltas y en los Campeonatos del Mundo:
| Carrera         | Carrera         | 2009 | 2010 | 2011  | 2012  | 2013 | 2014  | 2015 | 2016 | 2017 | 2018 | 2019 | 2020 | 2021 | 2022 | 2023  | 2024 |
| --------------- | --------------- | ---- | ---- | ----- | ----- | ---- | ----- | ---- | ---- | ---- | ---- | ---- | ---- | ---- | ---- | ----- | ---- |
|                 | Giro de Italia  | —    | 41.º | —     | 29.º  | —    | 110.º | 4.º  | 8.º  | 18.º | —    | 39.º | —    | —    | —    | —     | —    |
|                 | Tour de Francia | —    | —    | 166.º | —     | 54.º | —     | —    | —    | 87.º | 50.º | 55.º | 77.º | —    | —    | 110.º | —    |
|                 | Vuelta a España | —    | —    | —     | —     | —    | 30.º  | 40.º | —    | —    | 93.º | —    | 52.º | —    | —    | —     | —    |
| Mundial en Ruta | Mundial en Ruta | Ab.  | —    | —     | 121.º | Ab.  | 85.º  | 25.º | —    | Ab.  | —    | 39.º | —    | —    | —    | —     | —    |

—: no participa

Ab.: abandono

## Equipos
- Viña Magna-Cropu (2006)
- Caisse d'Epargne/Movistar (2009-2019)
  - Caisse d'Epargne (2009-2010)
  - Movistar Team (2011-2019)
- INEOS[16] (2020-2022)
  - Team INEOS (2020)[17]
  - INEOS Grenadiers (2020-2022)
- EF Education-EasyPost (2023-2024)